# Bell & Howell

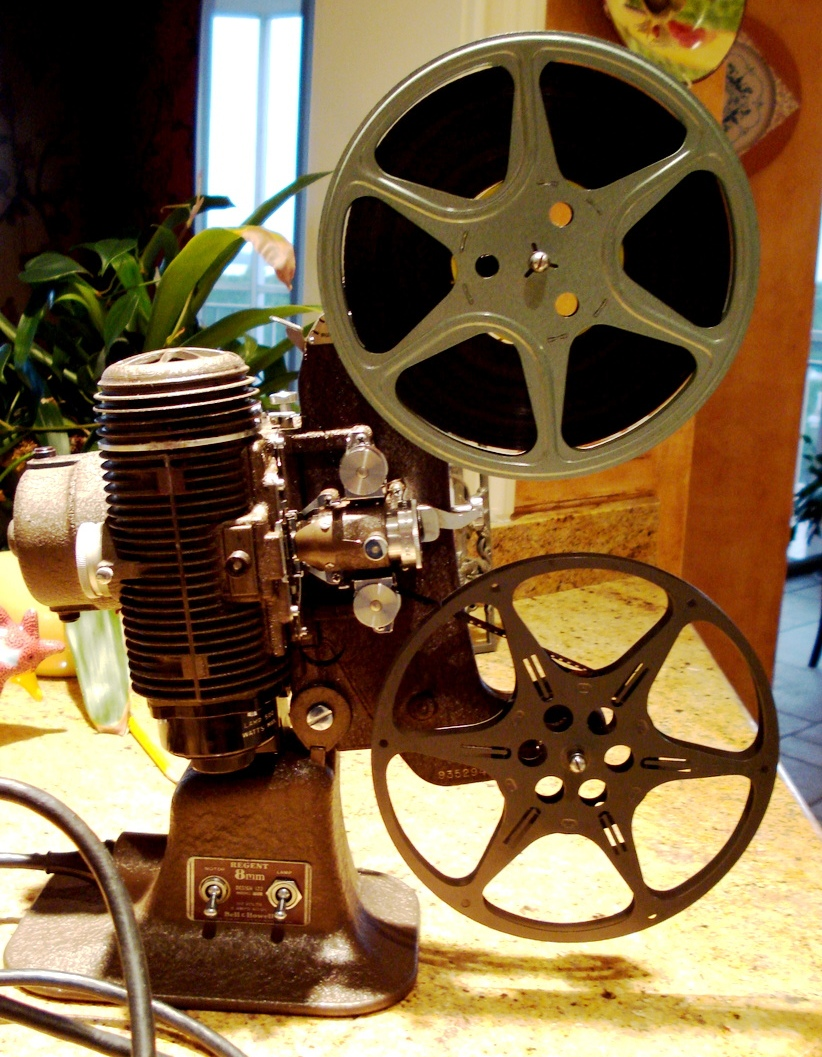
Proiettore 8mm Bell & Howell "Regent".

Bell & Howell è un'azienda statunitense che costruiva cineprese e proiettori passata in seguito a produrre apparecchiature elettroniche.

## Storia
La società fu costituita il 17 febbraio del 1907, registrata nella contea di Cook da Donald Joseph Bell (1869-1934) in qualità di presidente, Albert Summers Howell (1879-1951) in qualità di segretario e Marguerite Bell (moglie di Donald) come vice-presidente.  Nel 1909 fu realizzata la prima cinepresa, costruita in legno: il formato era 35 mm e gli obiettivi erano intercambiabili; ne furono prodotti solo otto esemplari.
Successivamente uscì la serie "70" in 16 millimetri, dopo che la Kodak aveva introdotto nel 1923 tale formato. Nel 1935 furono commercializzate le cineprese 8 mm, formato lanciato nel 1932 dalla Kodak. È uno dei modelli prodotti dall'azienda la cinepresa 8 mm Bell & Howell Zoomatic, con cui il 22 novembre 1963 Abraham Zapruder, sarto statunitense di origine ebraica, riprese casualmente il corteo presidenziale di John Fitzgerald Kennedy a Elm Street nel momento dell'omicidio del presidente degli Stati Uniti.
Oggi la società produce materiale elettronico di diversi tipi, e anche software e hardware per la conversione di immagini e testi.